# Abraxas minax
Abraxas minax är en fjärilsart som beskrevs av Inoue 1953. Abraxas minax ingår i släktet Abraxas och familjen mätare. Inga underarter finns listade i Catalogue of Life.